# Київське театральне училище
Київське театральне училище — театральний навчальний заклад. Існував до 2002 року. У Київському театральному училищі навчався актор Борис Січкін, котрий виконав у фільмі «Невловимі месники» роль «оригінального куплетиста» Буби Касторського. Також тут навчалася відома акторка Алла Давидівна Балтер (1940, Київ- 14.07.2000).